# Нацу Драгніл (персонаж)
Нацу Драгніл (яп. ナツ・ドラグニル, Natsu Dragneel) — головний персонаж манґи та аніме Fairy Tail, маг гільдії Хвіст феї. Померши 400 років тому старший брат Зереф відродив його як найсильнішого Етеріаса, E.N.D (END, イーエヌディー, Ī Enu Dī). Він також один з п'яти Вбивць Драконів, який був відправлений у майбутнє на 400 років вперед, щоб перемогти Акнологію.
Наразі, відповідно до світового рейтингу Kilig News, Нацу займає 1-е місце як найсильніший «Вогняний персонаж» в японській манзі, йому передують Сігекуні Ямамото-Генрюсай (2 місце) та Іккі (3 місце). Згідно з Kilig News, Нацу є найсильнішим, оскільки він здатний вбивати богів одним ударом, про що також заявила японська преса, яка підтверджує роботу Машіми, кажучи, що «Нацу — демон, здатний вбивати безсмертних і богів, але це містить всю свою силу, оскільки може бути здатним знищити галактики».

## Історія
Ще дитиною Нацу був знайдений могутнім вогнянним драконом Ігнілом, якого Нацу називає своїм «батьком». Ігніл виховав його, навчив писати і говорити, а також використовувати Забуту магію, відому як Магія Вогненного Вбивці Драконів. 7 липня Х777 Ігніл таємничим чином зник і Нацу відправився на його пошуки. Згодом він зустрів Макарова Дреяра, майстра гільдії Хвіст Феї, і став її членом. Він відразу завів суперництво з Греєм Фуллбастером і Ерзой Скарлет.
В один прекрасний день Нацу знайшов яйце в лісі на схід від Магнолії. З думкою, що це яйце дракона, він відправився в гільдію, де попросив зробити що-небудь, щоб з яйця щось вилупилося, але Макаров сказав, що це неможливо і Нацу повинен сам доглядати за яйцем. Лісанна запропонувала свою допомогу в догляді за яйцем поки з нього нічого не вилупилося. Нацу з радістю прийняв її пропозицію.Вони побудували хатину з соломи, щоб тримати яйце в теплі, і в процесі догляду між Нацу і Лісанною зав'язується тісна дружба.
На наступний ранок Нацу виявив, що яйце зникло і робить припущення, що його хтось вкрав. Після цього Нацу став підозрювати всіх в гільдії і після того, як Нацу зчепився з Міраджейн через зникнення, Ельфман вийшов з яйцем і зізнався, що хотів просто допомогти Нацу і Лісанні, але просто соромився запитати. Раптово яйце тріснуло і з нього вилупився синій кіт з крилами. Лісанна помітила, що всі перестали сперечатися і стали щасливі після народження кота, і Нацу вирішив назвати його Хеппі.
Кілька років по тому Лисанна вирушила з Міраджейн і Ельфманом на завдання S-класу, полювання на гігантського монстра «Звіра». Нацу хотів піти з ними, але Ельфман був проти, так як вважав, що повинен сам піклуватися про сім'ю. Під час цієї місії, Лісанна нібито була випадково убита Ельфманом, який втратив над собою контроль при повному перевтіленні душі звіра. Хоча Нацу пробачив Ельфман, він був дуже засмучений цією подією.

## Зовнішність

Початковий вигляд Нацу

Нацу- м'язистий молодий чоловік середнього зросту з жовтувато-коричневим кольором шкіри, чорними очима, колючими рожевим волоссям і довгими гострими іклами. У Нацу є шрам на правій стороні шиї, прихований його шарфом. Після важкої битви з майбутнім Роугом Чені, Нацу набуває хрестоподібний шрам на лівій стороні живота. Пізніше він отримує новий шрам від Зерефа на правій щоці. Червона емблема гільдії знаходиться на правому плечі.
Основна одяг Нацу складається з чорного жилета з золотим оздобленням, який часто залишається відкритим, показуючи оголений торс. Чорна тканина з таким же золотим оздобленням навколо його таза, що досягає колін, утримується за допомогою коричневого шкіряного ременя з овальною формою срібною пряжкою, білі до колін мішкуваті штани з чорними стрічками в кінці і товстий чорний браслет на лівій руці.  Чорні сандалі з відкритими пальцями ніг і лускатий шарф, подарований йому прийомним батьком Ігнілом. Він також часто носить за своєю спиною згорнуту ковдру, але рідко носить її в бою.
У 791 році, одяг Нацу отримує деякі зміни. Замість жилета і тканини навколо тазу Нацу носить пальто з рукавом, на якому є коричнева пов'язка зі срібною кнопкою, правий рукав відсутній, залишаючи мітку гільдії і отже всю руку відкритою. Нацу продовжує носити шарф Ігніла навколо коміра, а також всю нижню частину одягу. Браслет з лівої руки переміщається на праву.
Під час Великих Магічних Ігор одяг Нацу змінює свою кольорову гаму і повторює деталі минулого одягу: фіолетовий жилет з білою обробкою, на лівій стороні грудей є білий знак Хвоста Феї. Його тканина навколо тазу також має фіолетовий колір і білу обробку, ремінь залишається тим же, під нею сірі штани з тими ж стрічками на кінцях.
Після того, коли його одяг забрали під час Арки Тартароса, коли він і Лісанна були заручниками, Нацу носить новий комплект одягу: чорна куртка з довгими рукавами, закочені до зап'ясть, яка також залишається відкритою і під нею немає ніякої майки, чорні мішкуваті штани , шкіряний коричневий пояс зі срібною овальної пряжкою і темно-коричневі хромові чоботи. На куртці і штанах є жовті візерунки у вигляді черепів.
У 792 році Нацу надягає великий, обірваний, темний плащ зі своїм шарфом на шиї. Його штани порвані і латані, які тримаються за допомогою чорного пояса, його руки і ноги забинтовані. Також волосся Нацу стають значно довше. Пізніше, він знімає цей одяг на користь свого старого, підстригає своє волосся і знімає бинти, хоча на правій руці вони залишаються, приховуючи татуювання у вигляді дракона до ліктя, в якій міститься сила Ігніла. Після використання сили Ігніла, татуювання зникає через те, що вона могла використовуватися лише раз, і Нацу знімає бинти з руки.

## Спорядження
Шарф Ігніла: Цей шарф дістався Нацу від його прийомного батька, який носить його завжди. Шарф білого кольору, прикрашений лусочками, а також є відмінним талісманом. Коли Нацу був атакований магією Смерті Зерефа, шарф захистив Нацу від її впливу, але почорнів. Коли шарф був зіпсованим, Венді не могла зцілити Нацу, вона зняла магію з шарфа.

## Особистість
Нацу, за своєю природою, безтурботна і не розсудлива особистість. Незважаючи на його постійні бійки з іншими членами гільдії, він лояльний до кожного з них і готовий боротися за своїх друзів, як би марно це часом не здавалося. Нацу має досить звичайним розумом і часто рішення його проблем пов'язано з насильством. Навіть коли він зіткнувся з ворогом, який відчуває до нього ненависть, Нацу рідко відчуває взаємність і часто прощає образу. Однак він деякий час відчував ненависть до Джерара Фернандеса, але врешті-решт пробачив його і став вважати його другом і союзником. Час від часу він показував співчуття до своїх ворогів, наприклад, коли Кобра був відданий Брейн. Нацу рідко проявляє якийсь інтерес до протилежної статі , але відомі два випадки: в перший раз це було перед Великими Магічними Іграми, коли він і решта чоловіча частина хотіли підгледіти, як дівчата купаються. Другий випадок був уже під час ігор, коли Нацу хотів провідати вдруге Люсі після її програшу і, згадавши, що вона приймає душ, хотів уже до неї побігти, поки його не зупинила Ерза. Нацу постійно хоче довести всім свою силу. У різні моменти він кидає виклик Ерзі, Лаксусу, Міраджейн і навіть Гілдартсу (коротше кажучи всім чинним магам S-класу Хвоста Феї) і кожен раз він був побитий. Незважаючи на програші і бійки, Нацу вважає кожного члена гільдії своєю сім'єю, не маючи до них неприязні. Це ставлення демонструється навіть до колишніх ворогів. Нацу так в цьому переконаний, що навіть захищав Лаксуса під час Битви за Хвіст Феї, запевняючи Макарова про те, що він все ще член гільдії і не буде так далеко заходити. Через свою не розсудливість, багато бої Нацу закінчуються великомасштабними руйнуваннями. Любов до битв розвинула в ньому стратегічний розум, допомагаючи йому в різних ситуаціях, як наприклад знайти слабкі місця в магії свого супротивника або в ньому самому. Нацу також здатний перемогти супротивників чисто розумом, а не грубою силою. Подібний до своєї любові до боїв і не розсудливіть, Нацу ніколи не уникає боротьби. 
Нацу був дуже близький з Лісанною і страждав, коли вона «померла» і тому ніхто в хвості Феї не згадував її з поваги до його почуттів. Але після її повернення з Едоласа, це було вже не так. 
Будучи Вбивцею Драконів, Нацу страждає від закачування. Нацу погано від будь-якого виду транспорту, навіть якщо його переносить людина, як це було з Люсі. Однак це не відноситься до Хеппі. Нацу може почати закачувати навіть від виду транспорту або від його згадки, але може прийти в себе на деякий час, якщо почує щось про свою гільдію. Незважаючи на його природу, Нацу може бути і проникливим і розуміти почуття інших. Після битви з Гілдартсом під час іспиту на звання Мага S-класу, Нацу зрозумів що таке страх і визнав це, щоб допомогти собі та іншим членам гільдії рости емоційно. До цієї події Нацу боявся тільки Ерзу (в комічному стилі), транспорт і Магічну Рада. 
Також, Нацу турбується про свій зовнішній вигляд, так як коли його шарф почорнів через магію Зерефа, Нацу обурився щодо поєднання чорного шарфа і чорного жилета, вважаючи це немодним.

## Магія і Здібності
Магія Вогняного Вбивці Драконів: Нацу має великий досвід по використанню Магії Вбивць Драконів і використовує її по-різному в бою. Як і інші Вбивці Драконів, Нацу може поглинати свій елемент, за винятком того, що він створив, щоб поповнити свій енергетичний запас. Сила вогню пропорційна емоційному стану Нацу, який підсвідомо використовував це проти Ерігора, коли його полум'я ставало сильніше від його люті, немов би паливо. Це також називається Полум'я Емоцій. Він використовує вогонь, який включає в свої удари і стиль бою, значно збільшуючи силу ударів. Таким чином, Нацу може випустити вогонь з будь-якої частини тіла, маніпулюючи ним. Леон, побачивши це, назвав магію Нацу непередбачуваною. Здатність Нацу харчуватися вогнем дає йому імунітет до більшості видів полум'я, в тому числі і до вибухів і дозволяє йому видихати вогонь з власних легенів. Цей вогонь є дуже сильним, практично рівносильна вогню дракона, маючи можливість спалити навіть метал. Він може створити полум'я для власного пересування. Нацу може змінити тип вогню. Наприклад, він зміг зробити його твердим, щоб зачепитися за поверхню. У 792 році Нацу, тренуючись цілий рік, показав поліпшення в своїй магії. Він здатний перемогти декількох супротивників за одну атаку, коли він кинув виклик і без зусиль розгромив команду нової найсильнішої гільдії в Фіорі - Скармігліон, а потім зміг перемогти Блюнота Стінгера з одного удару.
- Рев Вогняного Дракона (火竜の咆哮 Karyū no Hōkō): Нацу збирає в своєму роті велику кількість полум'я, а потім випускає його в ціль. У X792 році Нацу удосконалив свій рев і може створити безперервний потік полум'я, який виглядає як вогняна стіна.
- Кіготь Вогняного Дракона (火竜の鉤爪 Karyū no Kagizume): Нацу оточує свої ноги вогнем, посилюючи свої удари. Полум'я також може бути використано для пересування.
- Залізний Кулак Вогняного Дракона (火竜の鉄拳 Karyū no Tekken): Нацу збирає вогонь в кулаці і атакує ним ціль в ближньому бою.
- Удар Крилом Вогняного Дракона (火竜の翼撃 Karyū no Yokugeki): Нацу мчить до своєї цілі і захоплює її, перед наступним підпалом рук, запускаючи ними в польоті.
- Сяюче Полум'я Вогняного Дракона (火竜の煌炎 Karyū no Kōen): Нацу бере вогонь в дві руки і з'єднує їх, створюючи вогненний вибух. В аніме створюється не вибух, а вогненну кулю, яку можна запустити у ворога.
- Полум'яний Лікоть Вогняного Дракона (火竜の炎肘 Karyū no Enchū): Нацу створює потік вогню біля ліктя, збільшуючи силу своїх ударів.
- Кіготь Вогняного Дракона (火竜の砕牙 Karyū no Saiga): Нацу створює струмінь полум'я від руки, нагадує кіготь і направляє його на ціль.
- Удар-Захоплення Вогняного Дракона (火竜の握撃 Karyū no Akugeki): Схопивши ворога впритул, Нацу створює вибух, підриваючи ворога з близької відстані.
- Покращений Нюх: Нацу має дуже гострий нюх, завдяки якому міг легко відрізнити Кабі по його запаху, що він бідний чоловік, а не багатий, навіть при тому, що він тимчасово жив в дорогому будинку свого друга.
- Покращений Слух: Нацу, за його власними словами, має гарний слух, що підтвердилося на Великих Магічних Іграх. Під час бою Люсі з Флер, коли волосся Флер погрожували Асці, незважаючи на шум трибун, Нацу зміг це почути і позбутися від цього волосся, що дозволило Люсі продовжити бій.
- Майстер Рукопашного Бою: Нацу - надзвичайно досвідчений боєць врукопашну, часто використовує його в Магії Вбивць Драконів в поєднанні з заклинаннями, стусанами, і навіть ударами головою, щоб битися з супротивниками, досягаючи при цьому більшого ефекту. Таке вміння пов'язане з дивним фізичною майстерністю: крім його сили, Нацу показав високі ступеня швидкості, спритності і рефлексів, достатні для того, щоб відповідати майстрам бойових мистецтв, таким як Ерза. Після року навчання, Нацу зміг перемогти трьох членів Аватара за короткий час, не дивлячись на їх власну силу.
- Покращені Рефлекси: Нацу володіє швидкими рефлексами, будучи здатним до ухилення нападів від Ерзи, Лаксуса і останній раз від нападів Стінга.
- Покращена Швидкість: Швидкість і рефлекси Нацу вражаючі, досить для нього, щоб моментально закрити очі на великих відстанях і уникнути швидких атак.
- Величезна Сила: Нацу показав в численних випадках, що володіє величезною силою, достатньою для того, щоб виконати багато фізичних атак, серед яких вільно розгортають щоглу судна як саморобну зброю, роблячи те ж саме з пальмою, він особисто зламав голими руками, руйнування більярдного столу і  більшості його куль просто, вражаючи одного з них реплікою, і зупинка гігантської ноги Дорми Аніми, яка збиралася розтрощити його і його товаришів Вбивць Драконів, абсолютно один, згодом кидаючи автоматизованого Дракона від балансу, швидко відсуваючи його. Крім того, він був здатним до самотньої боротьбі проти Стінга Евкліфа і Роуга Чені, в той час як вони були в Драконячій Люті, легко пересилюючи двох зі своєю фізичною силою. Крім того, Нацу в змозі взяти дуже великий валун, з огляду на той факт, що він вже був поранений від Прокльона Франмалта, і використовує його, щоб перемогти Демона.
- Величезна Стійкість: Нацу виявився досить стійким. Йому вдається приймати на себе безперервні, смертельні атаки ворогів і продовжити боротися. Таке вражаюче опір спочатку показали під час його бою з Ерігором, в якому він отримав рани від сильного, пронизливого вітру свого супротивника і тим не менш продовжував боротися. Крім того, під час його боротьби з Коброю, Нацу показав природний опір проти отрути члена Орасіон Сейс, описаний як летальний і корозійний. Істинність до його стійкості показали, коли він заблокував одне з найсильнішою атаки Стінга Евкліфа, Святий Рев Білого Дракона, єдиною рукою, і з'явився абсолютно неушкодженим з величезного вибуху, який слідував за атакою.
- Величезна Магічна Сила: До X792 року після тривалого періоду тренувань, Нацу збільшив кількість своєї магічної сили до такого рівня, що Люсі не змогла його впізнати і була досить сильною, щоб спонукати Люсі попросити евакуювати глядачів з Арени Магічних Ігор, незважаючи на наявність сильних магів, які згодом втекли. Нацу може проявити свою магічну силу у вигляді величезної палючої аури, яка може генерувати жар такої величини, що здатна була сплавити Арену, а також спалити одяг людей, що знаходяться поблизу. Це показує певний рівень контролю його аури, так як ніхто не постраждав від його спеки і одяг Нацу і Хеппі не був пошкоджений.

## Цікаві факти
- У міні-версії оповідання Хвоста Феї, Нацу був не людиною, а духом з ріжками.
- Оригінальний колір одягу Нацу, як передбачалося, був червоним. Однак Хіро Масіма вирішив змінити його на чорний, бо він хотів кращий контраст між вогнем Нацу і його одягом.
- Нацу і Хеппі збирають предмети, щоб зберегти спогади про місії (тобто костюм покоївки Люсі, підроблений підпис Саламандра, подарунок з острова Галуна, тощо).
- Хіро Масіма сказав, що Залізний Кулак Вогняного Дракона - фірмовий удар Нацу.
- Нацу (японською 夏) в перекладі з японської означає «Літо».